# Météorologie maritime

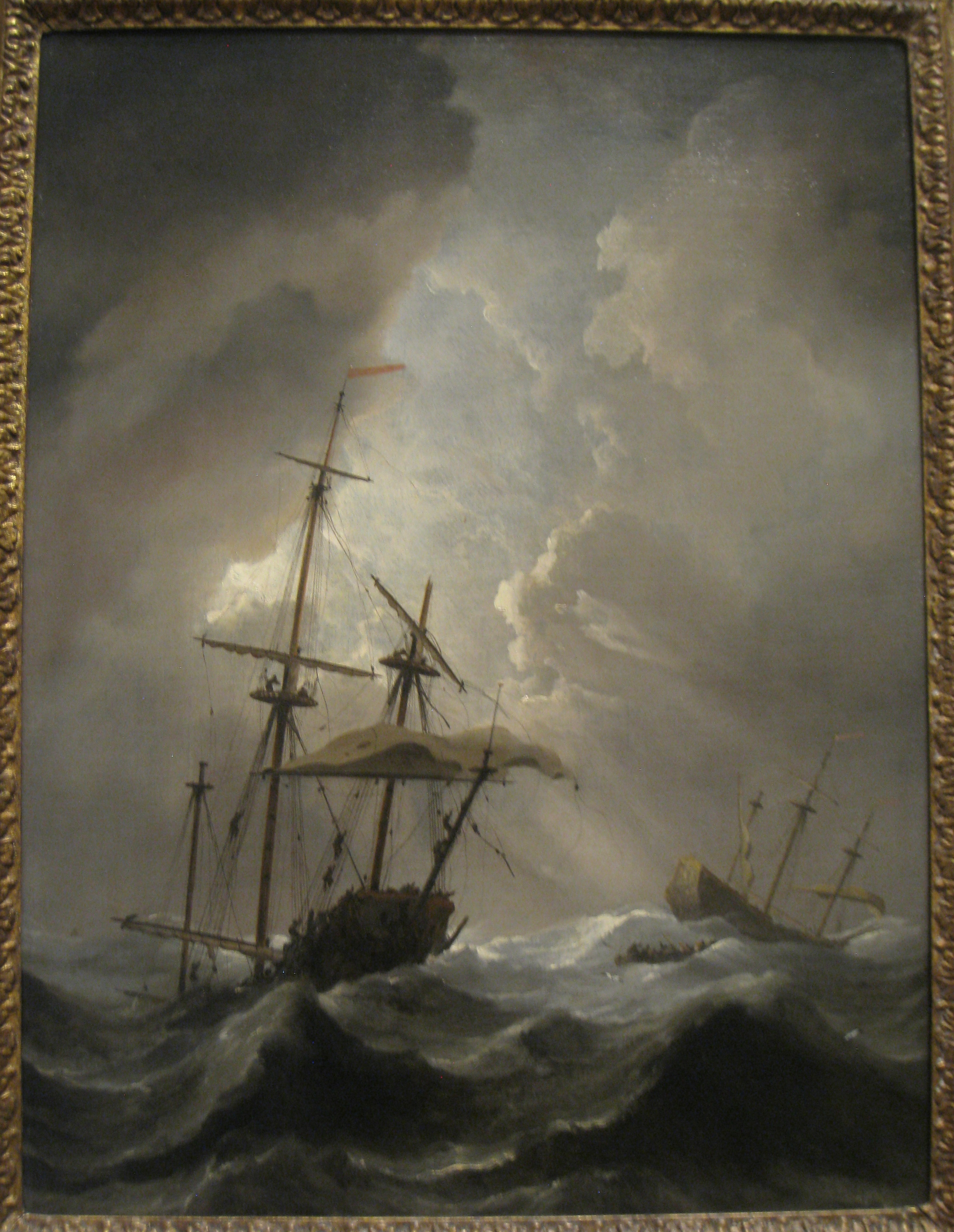
Tempête en mer de Willem Van de Velde le Jeune

La météorologie maritime est une spécialité de météorologie concernant le domaine marin : vents, houle, températures air et eau, marées, etc. Cette spécialité constitue une composante primordiale pour le routage en navigation maritime et aérienne. Elle est divisée en deux composantes : la météorologie côtière, qui comporte des enjeux et des phénomènes particuliers, et la météorologie de la haute mer.
La météorologie maritime répond à un double impératif de sécurité et d'assistance. Son but est ainsi d'assurer la sauvegarde de la vie humaine et des biens en mer et sur la côte. Pour y arriver, les services météorologiques nationaux reçoivent des données d'un ensemble d'observations prises par les navires, les bouées et les satellites météorologiques, les avions survolant les mers, etc. Ces informations s'ajoutent à celles recueillies sur terre pour être analysées par les météorologues qui émettront des bulletins de prévision et d'avertissement pour les utilisateurs.

## Veille météorologique

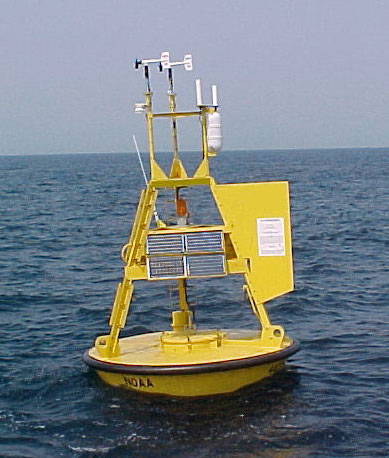
Bouée météorologique ancrée de 3 mètres de diamètre utilisée par l'agence météorologique américaine

La veille météorologique du temps en mer a débuté par des observations humaines. Depuis très longtemps, les capitaines de navires ont noté dans leur journal de bord les conditions météorologiques. C'est à partir de 1853 que ces observations ont fait l'objet d'un échange international à la suite d'une réunion qui se tint à Bruxelles. On y retrouvait les représentants de dix pays : Belgique, Danemark, États-Unis, France, Grande-Bretagne, Norvège, Pays-Bas, Portugal, Russie et Suède. Le but principal était d'améliorer et de standardiser la prise des données météorologiques et océaniques visant à améliorer la sécurité maritime. Cette première collaboration mena à la formation de l’Organisation météorologique internationale en 1873 et à l'Organisation météorologique mondiale en 1951. 
Les observations en mer sont donc depuis longtemps effectuées plus ou moins régulièrement par les marins embarqués sur des unités des marines  nationales, de la marine marchande, par des pêcheurs travaillant sur des chalutiers hauturiers ou côtiers, par des scientifiques affectés sur des navires océanographiques. Ils prennent note de la force et la direction du vent, la température et l'humidité de l'air, le type et l'intensité des précipitations, le givrage par les embruns, la visibilité et l’état de la mer. Ces informations sont transmises par radio ou par satellite vers des banques de données qui sont ensuite accessibles par un système de commutation interrogation/réponse. 
Avec le développement de l'électronique, des bouées fixes ou dérivantes ont été équipées d'appareil de prise de mesure automatique des mêmes paramètres. Depuis les années 1960, des satellites météorologiques ont été mis en orbite autour de la terre. Ils permettent de recueillir le même genre d'information dans des zones peu couvertes par les autres genres d'observations. Tous ces systèmes de télédétection rapportent régulièrement, souvent plus souvent que les observateurs humains. 
Elles se présentent sous forme de messages numériques codés qui sont pointés sous une forme graphique plus facilement accessible à l'analyse.

## Prévision
Une fois les données recueillies par les services météorologiques nationaux, elles sont transmises à travers le monde afin de servir à la prévision météorologique, entre autres à celle pour les intérêts maritimes. Les météorologues analysent la situation et émettent des prévisions pour leurs secteurs de responsabilités. 
Ils utilisent ainsi leurs connaissances en plus de solutions proposées par des modèles de prévision numérique du temps. Certains modèles sont spécialisés dans les conditions atmosphériques, alors que d'autres donnent la hauteur des vagues et de la houle.

### Sources d'informations

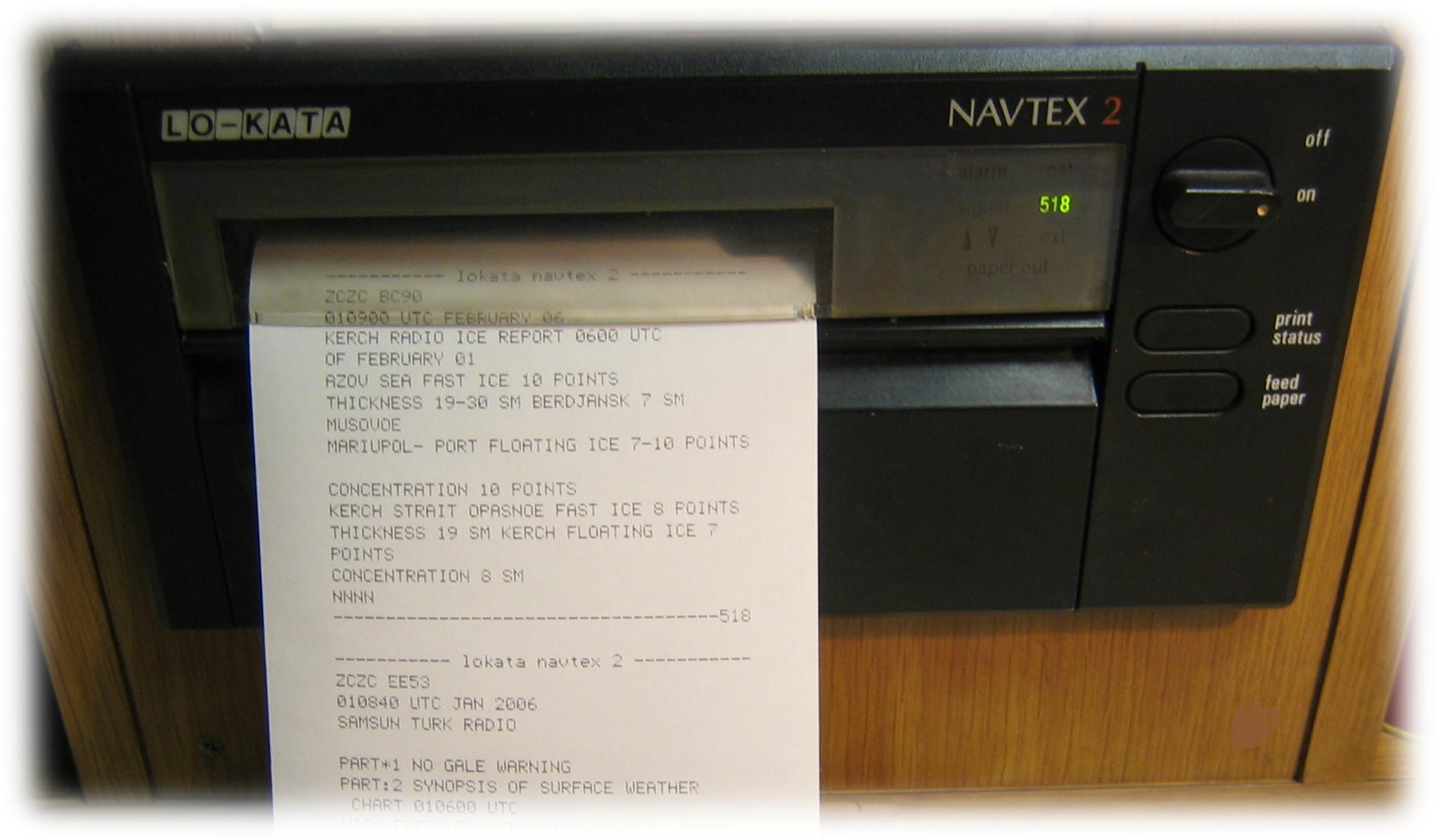
Récepteur NAVTEX.

La météo est très changeante, son renseignement pour être valable doit continuellement être mise à jour. Pour ce faire divers vanneau de communication sont utilisables :
- téléphonie mobile classique (à proximité des côtes) ;
- VHF GSM ;
- Navtex France Inter radio France international ;
- MF-GLU ;
- Inmarsat Iridium (Satellites).

### Domaines de prévision
Afin de remplir cette mission, il a été nécessaire de partager la surface océanique en domaines.
- Le domaine du grand large : il recouvre les zones internationales, (au-delà de 200 milles nautiques des côtes)[3], généralement au-delà du plateau continental. Par exemple, pour Météo-France, il s'agit de l'Atlantique Nord et le bassin méditerranéen mais d'autres pays peuvent émettre leurs propres prévisions pour ces secteurs.
- Le domaine du large : il concerne une bande plus près des côtes (jusqu’à 200 milles nautiques des côtes)[3], le plus souvent sur le plateau continental. Ce domaine est divisé en zones. Par exemple, c'est le proche Atlantique et le Nord du bassin méditerranéen occidental pour Météo France. La responsabilité des différentes zones sera divisée entre les pays riverains.
- Le domaine côtier : il s'étend le long du littoral à une distance de 20 milles marins et dans les cours d'eau navigables[3]. Il est le domaine de chaque pays.

Pour chaque domaine, des bulletins météorologiques de prévision sont établis régulièrement.

### Bulletins météorologiques

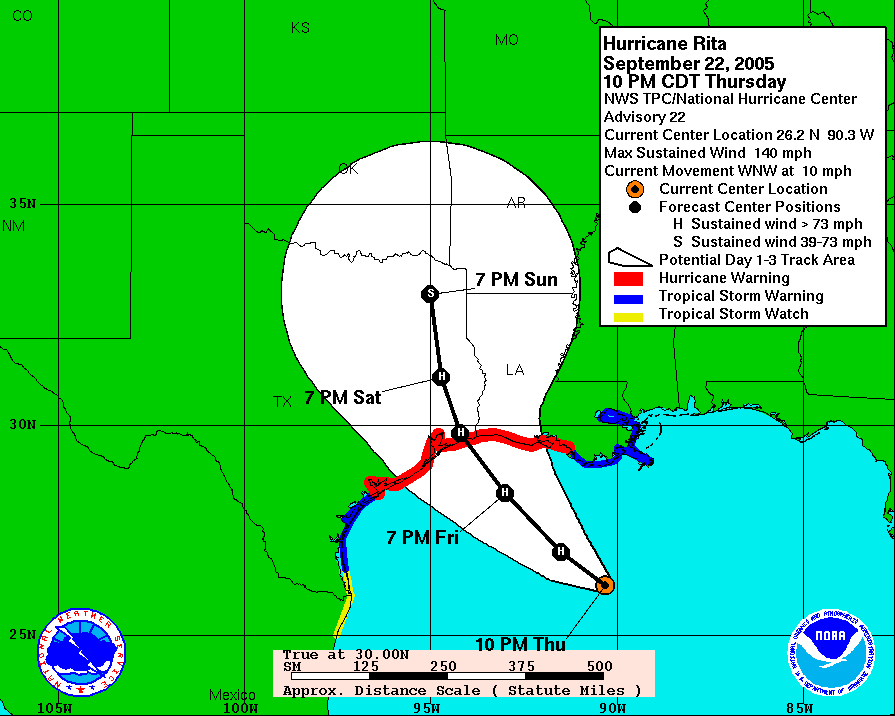
La prévision météorologique sauve des vies sur terre et en mer : trajectoire prévue de l'ouragan Rita.

D'une échéance allant de 24 à 36 heures. Ils concernent le vent moyen (vitesse et direction), l'état de la mer, visibilité, le type de temps. Tous ces bulletins sont diffusés par radio, par message d'Inmarsat pour les bulletins du grand large, en BLU après un appel de sécurité sur la fréquence de veille automatique en appel sélectif numérique 2187,5 kHz puis sur  2 182 kHz pour les bulletins du large, en VHF après un appel de sécurité sur le canal 70 (veille automatique en appel sélectif numérique) et sur le canal 16 pour les bulletins de la côte. Pour les bulletins du large par messages Navtex en langue nationale ou en anglais et en code MAFOR.
En France, les émissions sont faites soit à partir des Centres régionaux opérationnels de surveillance et de sauvetage (CROSS). Au Canada, c'est la Garde côtière canadienne qui assure leur diffusion et aux États-Unis, c'est la NOAA qui le fait. Les horaires de diffusion et le contenu des bulletins sont portés à la connaissance des usagers par différentes publications comme le Guide Marine que Météo-France édite chaque année.

#### Bulletins météorologiques spéciaux

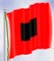
Pavillon de vents de tempête (États-Unis)

La diffusion de bulletins réguliers, aussi parfaite soit-elle, ne peut répondre entièrement aux impératifs de sécurité. Aussi a-t-on mis en place un ensemble d'autres bulletins : les bulletins météorologiques spéciaux (B.M.S.) en France, les avertissements maritimes ailleurs. Ils sont diffusés quelle que soit l'heure, par les mêmes émetteurs que ceux cités précédemment, mais suivant des procédures parfaitement définies. En mer, ils concernent pour l'essentiel la vitesse moyenne du vent (vitesse moyenne calculée sur 10 minutes) et plus accessoirement l'état de la mer.
La rédaction de ces bulletins découle directement de l'application de l'échelle Beaufort.
- Avis de grand frais ou aux petites embarcations (force 7 à 8)
- Avis de coup de vent (force 8 à 9)
- Avis de fort coup de vent (force 9 à 10)
- Avis de tempête (force 10 à 11)
- Avis de violente tempête (force 11 à 12)
- Avis de force d’ouragan (force 12 ou plus mais pas nécessairement avec un cyclone tropical)

Il existe également des avis spéciaux pour les cyclones tropicaux. Pour le domaine côtier ces bulletins font l'objet d'affichage de signaux conventionnels par les différents sémaphores des marines nationales et par certaines capitaineries de port. Les signaux optiques sont levés au moins six heures avant l'heure de prévision et sont rentrés, sauf contre-indication, en fin de validité.

## Bulletin et prévisions en France métropolitaine
Les bulletins météorologiques sont diffusés après un appel sélectif numérique automatique par MMSI, puis sur le canal d'appel en radiotéléphonie de la même bande que l'appel sélectif numérique reçu. Les bulletins de prévisions par zones pour le large ne sont plus diffusés en français sur ondes longues depuis que France Inter n'émet plus sur ondes longues (1er janvier 2017) ; l'émission correspondante, couvrant à peu près les mêmes zones à l'exception de la Méditerranée, est encore diffusée en anglais à raison de quatre fois 10 minutes par 24 heures par BBC Radio 4 sur 198 kHz (depuis avril 2024, deux fois en semaine et trois fois le weekend : voir en:Shipping Forecast). Ce même bulletin est également disponible en ligne sur le site de la BBC.
| Radio                | Fréquence              | Zone de diffusion               | Zones du Bulletin                                                  | Horaire                                      | Statut  |
| -------------------- | ---------------------- | ------------------------------- | ------------------------------------------------------------------ | -------------------------------------------- | ------- |
| France Inter         | 162 kHz                | Europe Occidentale              | Bulletin large (Mer du Nord, Atlantique et Méditerranée)           | 20h00 (Heure Française)                      | Inactif |
| BBC 4 (En Anglais)   | 198 kHz                | Europe Occidentale              | Bulletin large (Mer du Nord et Atlantique)                         | 0h48, 5h20, 12h02, 17h54 (Heure Britannique) | Actif   |
| France Info (Rennes) | 711 kHz                | France et Angleterre-Sud        | Bulletin large (Mer du Nord et Atlantique)                         | 6h55 (Heure Française)                       | Inactif |
| France Bleu 107.1    | 864 kHz                | France, Angleterre-Sud, Benelux | Bulletin large (Mer du Nord et Atlantique)                         | 6h55 (Heure Française)                       | Inactif |
| France Info (Brest)  | 1404 kHz               | Bretagne                        | Bulletin large (Mer du Nord et Atlantique)                         | 6h55 (Heure Française)                       | Inactif |
| Bretagne 5           | 1593 kHz               | Bretagne                        | Bulletin large (Mer du Nord et Atlantique)                         | 0h02, 9h02, 21h02 (Heure Française)          | Actif   |
| Bretagne 5           | 1593 kHz               | Bretagne                        | Bulletin côtier (du cap de la Hague jusqu’à l’anse de l’Aiguillon) | 13h02 (Heure Française)                      | Actif   |
| RFI (En Français)    | 6175, 13640, 17610 kHz | Europe et Amérique du Nord      | Bulletin large (Mer du Nord et Atlantique)                         | 11h30 (TUC)                                  | Inactif |

| Zones SMDSM 1999                            | Fréquence d'appel en ASN | Fréquence de détresse en radiotéléphonie                     |
| ------------------------------------------- | ------------------------ | ------------------------------------------------------------ |
| Zone A1.                                    | canal 70 (156,525 MHz)   | puis appel sur le Canal 16 (156,8 MHz) en FM.                |
| Zone A2.                                    | 2187,5 kHz               | puis appel sur 2 182 kHz en USB                              |
| Zone A3.                                    | 1645,5 à 1646,5 MHz      | message Inmarsat B ou C.                                     |
| Zone A4 et Zone A3 sans le service Inmarsat | 4207,5 kHz               | puis appel sur 4125 kHz en USB Supplémentaire à 8 414,5 kHz  |
| Zone A4 et Zone A3 sans le service Inmarsat | 6312 kHz                 | puis appel sur 6215 kHz en USB Supplémentaire à 8 414,5 kHz  |
| Zone A4 et Zone A3 sans le service Inmarsat | 8414,5 kHz               | puis appel sur 8 291 kHz en USB                              |
| Zone A4 et Zone A3 sans le service Inmarsat | 12557 kHz                | puis appel sur 12290 kHz en USB Supplémentaire à 8 414,5 kHz |
| Zone A4 et Zone A3 sans le service Inmarsat | 16804,5 kHz              | puis appel sur 16420 kHz en USB Supplémentaire à 8 414,5 kHz |

### Domaines de prévision côtière en France
Pour le domaine côtier en France métropolitaine, il est possible de distinguer du Nord au Sud : 

#### Atlantique et Manche
- Frontière belge / Baie de Somme
- Baie de Somme / Cap de La Hague
- Cap de La Hague / Penmarc'h
- Penmarc'h / Anse de l'Aiguillon
- Anse de l'aiguillon / Frontière espagnole

#### Méditerranée
- Frontière espagnole / Port Camargue
- Port Camargue / St Raphaël
- St Raphaël / Menton
- Corse

### Domaines de prévision large en France
En Europe, les bulletins Météo-France au large sont sectorisés par zone géographique :

#### Mer du Nord Sud
- Viking
- Utsire
- Forties
- Cromarty
- Forth
- Tyne
- Dogger
- Fisher
- German
- Humber
- Tamise

#### Manche
- Pas de Calais
- Antifer
- Casquets
- Ouessant

#### Atlantique européen
- Iroise
- Yeu
- Rochebonne
- Cantabrico
- Finistere
- Pazenn
- Sole
- Shannon
- Fastnet
- Lundy
- Irish Sea
- Rockall
- Malin
- Hebrides

#### Méditerranée Ouest
- Alboran
- Palos
- Alger
- Cabrera
- Baleares
- Minorque
- Lion
- Provence
- Ligure
- Corse
- Sardaigne
- Magdalena
- Elbe
- Circeo
- Lipari
- Carbonara
- Tunisie
- Annaba

## Principes de lectures des cartes de météo marine
Les cartes de météo marines présentent les fronts actifs, les fronts dédoublés, les pseudo fronts, les perturbations tropicales, les isobares et les centres d'actions ainsi que la forces des vents. Des cartes de courants marins (fonction des circulations marines et de la houles) complètent les données à acquérir sur les conditions météo en mer.

## Recherche en météo marine
Plusieurs services météorologiques nationaux disposent de centre de recherche sur la météorologie maritime. En particulier, la National Weather Service mène des recherches sur les cyclones tropicaux au Tropical Prediction Center et Météo-France a le CMM situé dans l'enceinte du Service hydrographique et océanographique de la marine. 
Certains utilisateurs ont des besoins spéciaux. Ainsi après quelques tentatives assez modestes, la première assistance majeure à pêche hauturière française a démarré en 1968 lors de la campagne thonière atlantique. Après un certain nombre d'études de paramètres météo-océanographiques, réalisées en collaboration avec l'ORSTOM et avec l'ISTPM aujourd'hui rattaché à l'IFREMER, il est apparu que les thons se concentraient dans des nappes d'eau de mer dont les températures superficielles avoisinaient les 19-20 degrés.
Pour effectuer le plus rapidement une mesure de température superficielle, le thermomètre à infrarouge BARNES fut pour la première fois utilisé pour effectuer une télémesure (embarqué à bord d'un avion volant à 150m). Désormais les mesures de températures sont effectuées par des satellites. Les prévisions de température et d'humidité de l'air permettent de mieux gérer à bord  la conservation des prises et les réglages des chaînes de froid.

## Utilisateurs

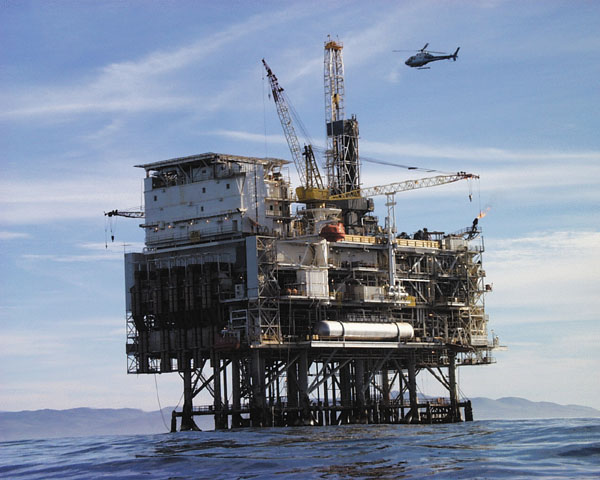
Une plate-forme pétrolière norvégienne

Le transport maritime et la pêche commerciale ont été les premiers utilisateurs des observations et des prévisions maritimes. Les ports sont aussi des utilisateurs importants pour leurs activités terrestres, comme la gestion des grues, le transport des pilotes et les déplacements à l'intérieur du port. La prévision de la glace de mer, des ondes de tempêtes et de l’érosion des côtes sont importantes pour le public en général.
L'industrie pétrolière y porte un intérêt pour la recherche de pétrole en mer, le remorquage des engins de forage, la mise sur site d'une plate-forme de forage, la pose de pipelines, la protection des bateaux et aéronefs de liaison. Les responsables de chantiers de construction de ponts, de digues et de jetées consultent les prévisions et les alertes pour l'évacuation et la protection du matériel.
Divers autres utilisateurs spécialisés comme l'exploitation gravimétrique, sismique, géologique, et océanographique sont des utilisateurs ponctuels.